# Claudio Biaggio
Claudio Biaggio (* 2. červenec 1967) je bývalý argentinský fotbalista.

## Reprezentační kariéra
Claudio Biaggio odehrál za argentinský národní tým v letech 1995 celkem 1 reprezentační utkání.

## Statistiky
| Argentina | Argentina | Argentina |
| Roky      | Zápasů    | Gólů      |
| --------- | --------- | --------- |
| 1995      | 1         | 0         |
| Celkem    | 1         | 0         |